# Louis-Jacques d'Audibert de Lussan
Louis-Jacques d’Audibert de Lussan (né le 28 avril 1703 à Baix dans l'actuel département de l'Ardèche et mort à Bordeaux le 15 novembre 1769) est abbé commendataire et archevêque de Bordeaux.

## Biographie
Louis-Jacques nait au château de Bain-sur-Bains dans le diocèse de Viviers. Il est le fils d'Alexandre, seigneur de Massilian tué en 1709 par les Camisards du Vivarais et de Jeanne de La Chieze († 1723). Il choisit d'abord le métier des armes, devient capitaine de cavalerie et obtient la Croix de Saint-Louis. Il passe ensuite  à l'état ecclésiastique entre au séminaire de la compagnie de Saint-Sulpice devient docteur en théologie et professeur au séminaire d'Angers.
Il est vicaire général de l'évêque de Saint-Omer Joseph-Alphonse de Valbelle-Tourves. En septembre 1743 il est désigné pour le diocèse de Périgueux afin de succéder à Jean-Chrétien de Macheco de Prémeaux qui devait accéder à l'archevêché de Bordeaux. À la suite du refus de ce dernier de quitter Périgueux, il est lui-même désigné comme archevêque de Bordeaux. Confirmé le 16 mars il est consacré  par Simon-Pierre de La Corée, évêque de Saintes. Il ne prend possession de son archidiocèse que le 28 novembre 1745. En 1748 il est pourvu de la commende de l'abbaye de Froidmont dans le diocèse de Beauvais. Il institue dans son archidiocèse la fête du Sacré-Cœur. Pendant son épiscopat il se garde d'intervenir lors de la querelle liée à la Commission des Réguliers, ni de prendre la défense des jésuites lors de la suppression de la Compagnie de Jésus. Il meurt d'apoplexie à Bordeaux le 15 novembre 1769 .

## Sources
- (en) catholic-hierarchy.org Archbishop Louis-Jacques d’Audibert de Lussan